# Acraea mairessei
Acraea mairessei är en fjärilsart som beskrevs av Aurivillius 1904. Acraea mairessei ingår i släktet Acraea och familjen praktfjärilar. Inga underarter finns listade i Catalogue of Life.